# Monedă comemorativă

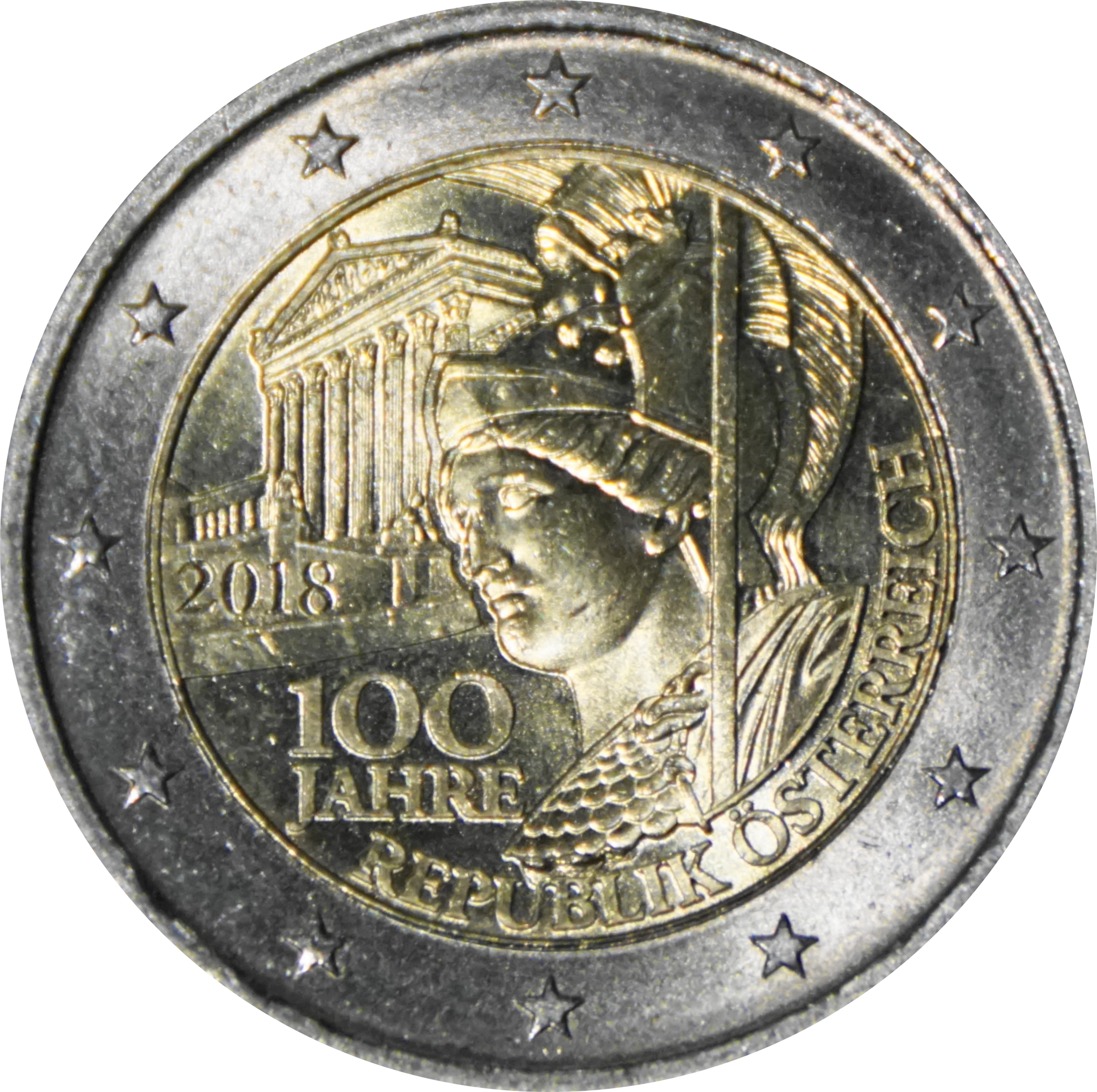
Moneda comemorativă jubiliară de 2€ emisă cu ocazia împlinirii a 100 de ani de la proclamarea Republicii Austria

Moneda comemorativă reprezintă o operă de artă monetară și se confecționază de cele mai dese ori din metal prețios – aur sau argint. Monedele comemorative sunt emise în tiraj restrâns și sunt dedicate unor personalități, evenimente istorice, precum și naturii, științei sau artelor. Ele au valoare numismatică și pot fi folosite ca mijloc de plată.
Monedele comemorative au o estetică deosebită și o execuție aparte. Acestea sunt prezentate, de regulă, în capsule și cutii speciale, sunt însoțite de certificate de autenticitate ce conțin caracteristicile monedei și semnătura guvernatorului Băncii Naționale.
Moneda comemorativă, denumită și monedă de investiții, este confecționată din metal prețios, vândută și cumpărată în mod liber de către instituțiile de credit autorizate la cotele curente apropiate de prețul metalului prețios conținut în ea, aproape la fel ca moneda Bouillon. Este acceptată în toate tipurile de plăți la valoarea nominală, dar este utilizată în principal pentru îndeplinirea funcției de acumulare și conservare a capitalului.
Cea mai veche emisiune de circulație cu caracter comemorativ din România o constituie monedele din argint cu valori nominale de 1 leu și 5 lei din 1906, denumite în legea de emisiune ca „jubiliare”, care au fost emise cu prilejul aniversării a patru decenii de domnie a Regelui Carol I.

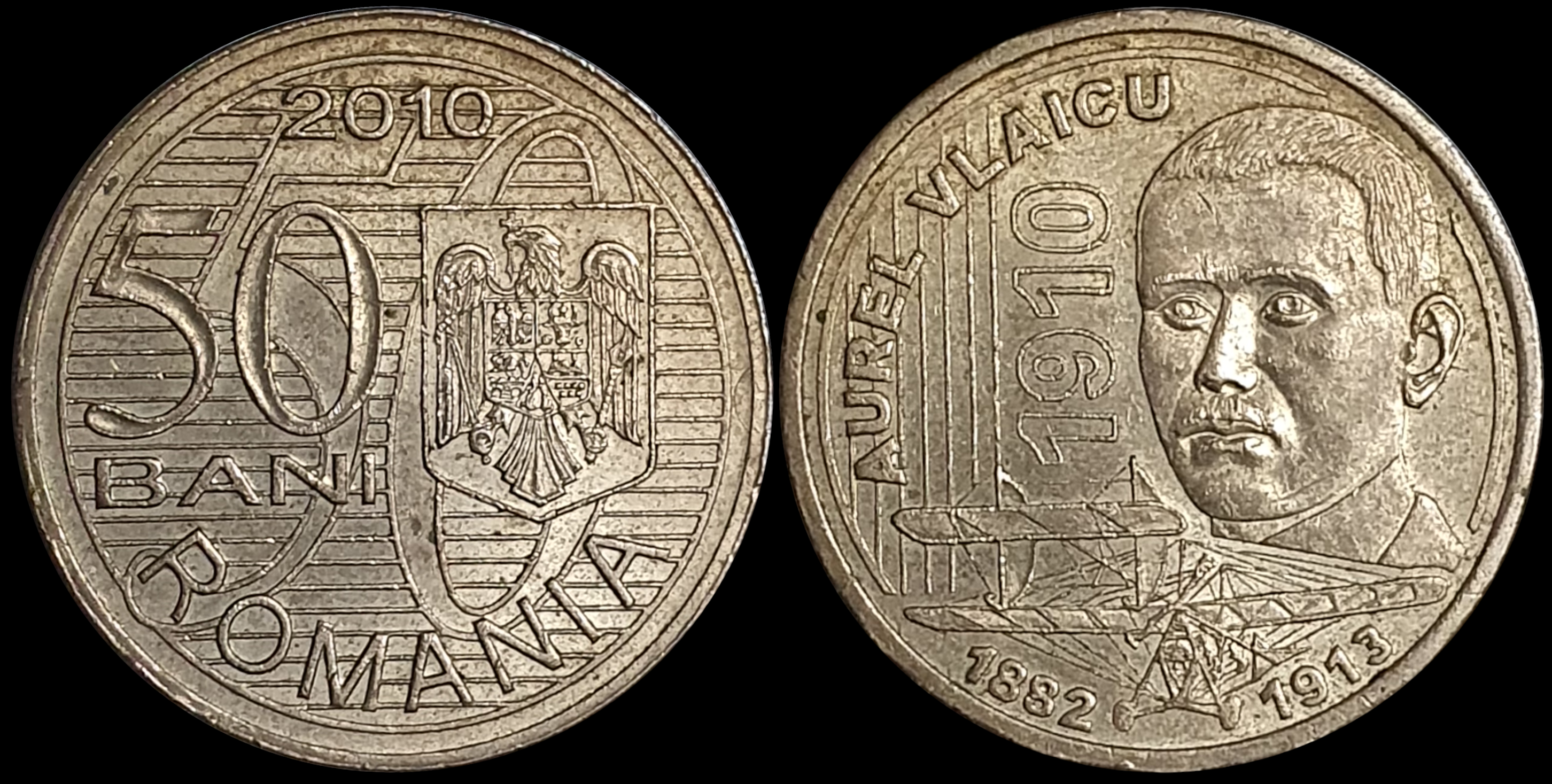
50 bani „Aurel Vlaicu”, 2010

Există și monede comemorative care au aceleași caracteristici tehnice (material, dimensiuni și greutate) ca una dintre monedele aflate in circulație, de obicei aceea cu valoarea nominală cea mai mare (în prezent în România, 50 bani), dar tirajul lor este mult mai mic. Design-ul lor diferă însă de acela al pieselor obișnuite, ilustrând un eveniment sau o personalitate în onoarea căreia s-a emis moneda respectivă.

## Notă
1. 1 2  Despre monede comemorative
2. ↑  Glosar numismatic
3. 1 2  MONEDE COMEMORATIVE în Revista Educația Financiară